# 努瓦西-尚站
努瓦西-尚站是法国的一个铁路车站，位于法国塞纳-圣但尼省大努瓦西和塞纳-马恩省马恩河畔尚两个市镇交汇处。该站是法兰西岛大区铁路系统中的一个车站，属于第四收费区（Zone 4）。

## 位置
努瓦西-尚站位于大努瓦西市区的西部，法兰西岛大区快铁A线42.18公里处，属于A4分支。
努瓦西-尚站是一个横跨两省的车站，路轨大致呈东西走向，两侧均设有站房。其中西侧为努瓦西，靠近尚皮商业中心（Center commercial de Champy）和附近的居民区；东侧为尚，靠近笛卡尔大学城（Cité Descartes），因此其对应的公交车站也名为“笛卡尔”。
在正常情况下，途径本站的RER A采用重联的方式运行，因此整个站台均有车厢停靠；但在谷峰期，RER A可能为单节列车，这时列车将停靠于靠近"努瓦西"的出入口。

## 历史
努瓦西-尚站自1980年12月19日开始投入使用。之前A4分支的终点站是大努瓦西东山站（Noisy-le-Grand – Mont d'Est）。

## 服务
努瓦西-尚站在正常时段的发车频率是7分钟一班，高峰时期的发车频率是5分钟一班。晚间及节假日的发车频率是10~15分钟一班。
| 巴黎大眾運輸公司 努瓦西-尚站列车线路表                  |              |           |               |                        |
| 起点                                                    | 上一站       | 线路      | 下一站        | 终点                   |
| 塞尔吉高地/普瓦西 圣日耳曼昂莱 勒韦西内-勒佩克/拉德芳斯 | 大努瓦西东山 | [T] · (A) | 努瓦谢勒 洛涅 | 托尔西 马恩拉瓦莱-谢西 |

## 附近设施
努瓦西-尚站旁边是笛卡尔高等院校区（Campus Descartes），国立地理科学学院（École nationale des sciences géographiques, ENSG）、巴黎高科桥路学院（École des Ponts ParisTech, ENPC）、巴黎东-马恩拉瓦莱大学等诸多高等院校。

## 配套交通

### 长途客车
| 停靠努瓦西-尚站的大巴车        |          |                                                                                   |
| 上下车地点                     | 运营单位 | 主要线路及目的地                                                                  |
| 努瓦西-尚站东侧 "笛卡尔"出入口 | (N)      | Paris Gare de Lyon · Villier-sur-Marne · Noisiel · Torcy · Marne-la-Vallée Chessy |
| 努瓦西-尚站东侧 "安培大道"上   | Mobilien | Express 100 Créteil · Champs-sur-Marne · Noisiel · Torcy RER                      |
| 1.                             |          |                                                                                   |

### 城市公共交通
| 努瓦西-尚站附近的市内公共交通线路 |                  | |
| 公交车站名称                      | 位置             | 停靠线路 |
| 快铁努瓦西-尚站                   | 努瓦西-尚站 西侧 | 310 马恩河畔尚-快铁努瓦西-尚站 ↔ 大努瓦西-快铁莱西夫里-大努瓦西站 320 大努瓦西-快铁大努瓦西东山站（环线，经过马恩河畔尚）                                                          |
| 快铁努瓦西-尚站-笛卡尔            | 努瓦西-尚站 东侧 | 212 马恩河畔尚-快铁努瓦西-尚站-笛卡尔 ↔ 埃姆兰维尔/蓬托-孔博-快铁站 213 谢勒-快铁谢勒-古尔奈站 ↔ 马恩河畔尚-快铁努瓦西-尚站/洛涅-乡 312 马恩河畔尚-快铁努瓦西-尚站-笛卡尔 （环线） |
| 1. 2. 3.                          |                  | |

### 社会车辆
努瓦西-尚站门口设有社会车辆停车场。

## 未来规划
努瓦西-尚站将于2022年左右成为巴黎地铁15号线的东端起点，其换乘车站的站台已于2017年2月开始施工，并于2018年11月完成了主体构造。至2030年，巴黎地铁11号线东延段及巴黎地铁16号线也将经过努瓦西-尚站。

## 图集

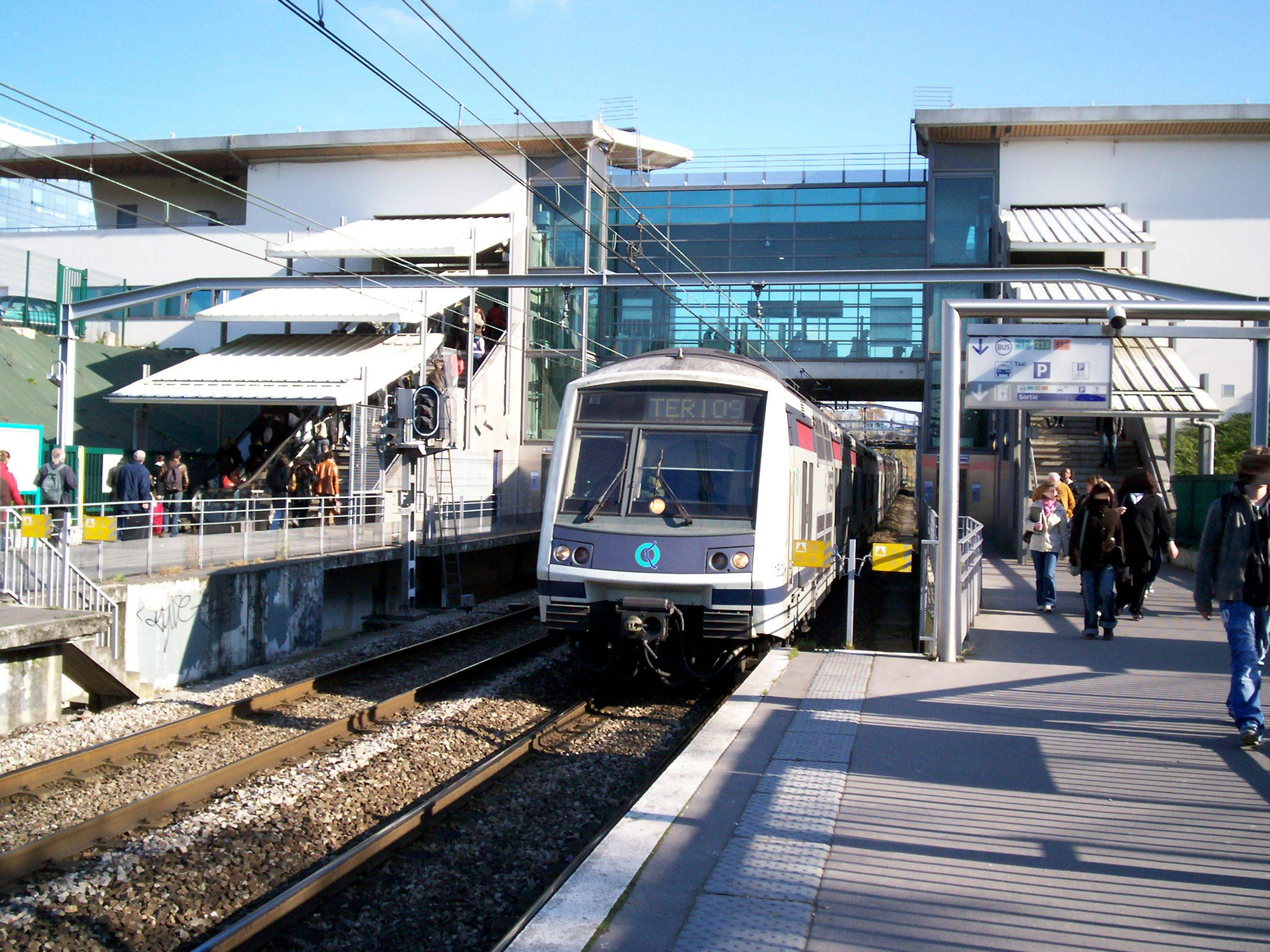
驶往普瓦西方向的TERIO列车
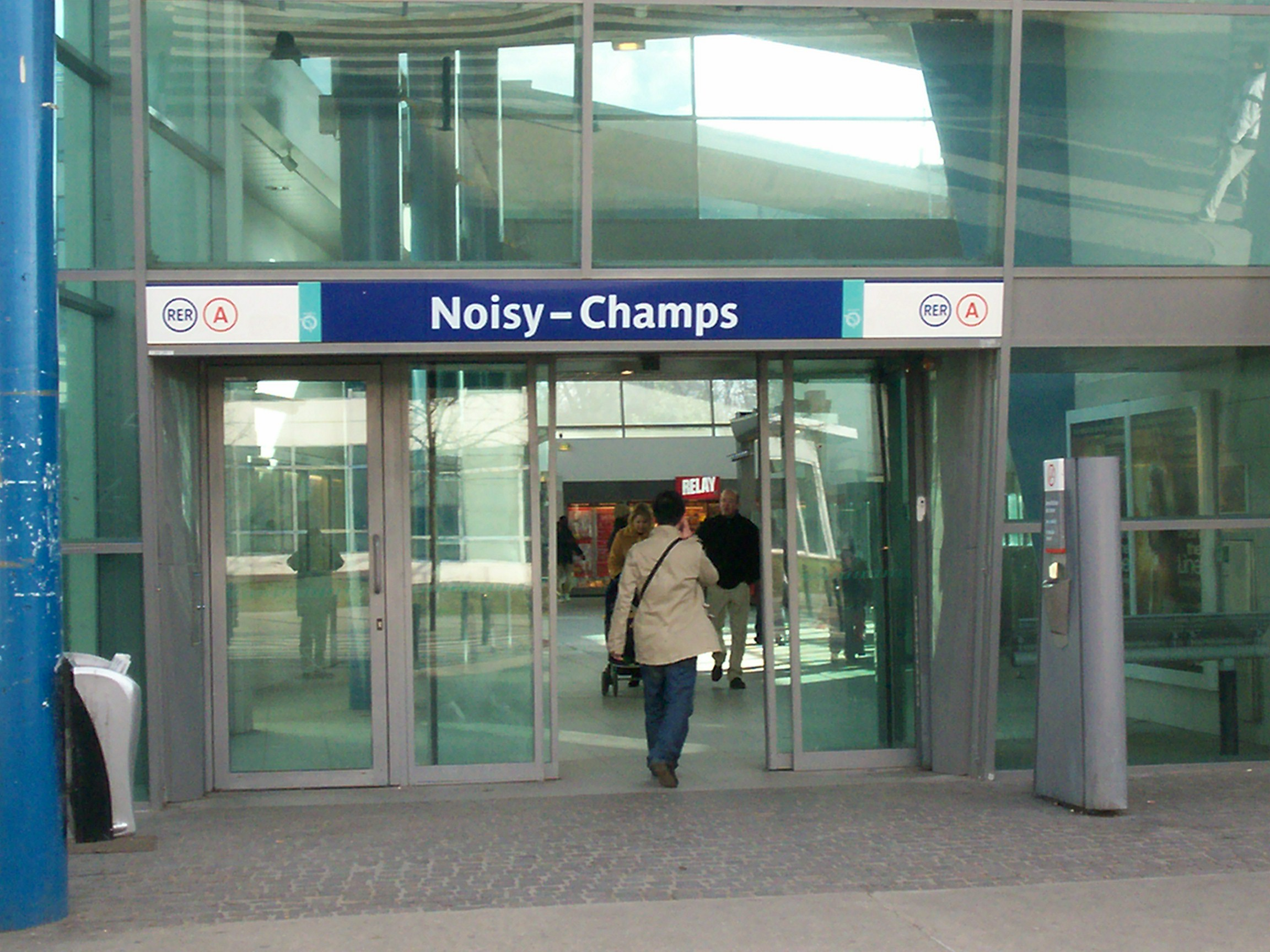
入口
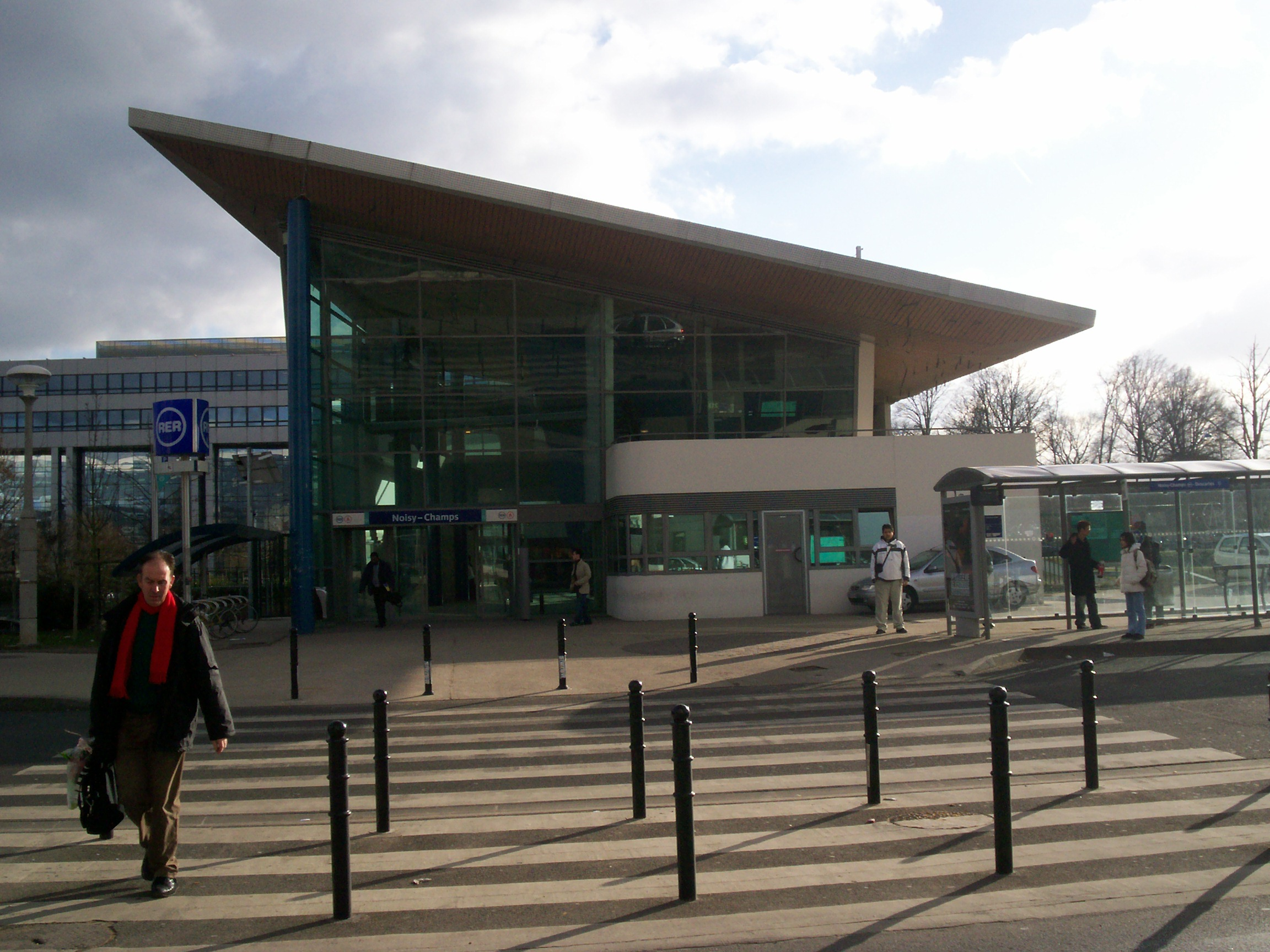
入口全貌

## 临近车站
| 努瓦西-尚站（Gare de Noisy - Champs） |                     |                    |
| 上行车站                              | 线路                | 下行车站           |
| 大努瓦西东山站 2.3km ←                | 法兰西岛大区快铁A线 | 努瓦谢勒站 → 2.7km |
| - 本表仅显示运营中的线路及车站        |                     |                    |